# Dialogue entre les Églises des trois conciles et les Églises réformées
Un dialogue interconfessionnel entre les Églises des trois conciles et les Églises réunies au sein de l'Alliance réformée mondiale existe officiellement depuis les années 1990 en vue d'améliorer leurs relations et de résoudre les différends doctrinaux.
Ce dialogue est mené en particulier au sein de la Commission mixte pour le dialogue théologique entre les Églises orthodoxes orientales et les Églises réformées.
Le dialogue orthodoxe oriental-réformé porte en outre sur le thème de la synodalité, une forme d'ecclésiologie qui est plus ou moins commune entre ces Églises.